# Pierre Ducasse (general)
Pierre Ducasse, francoski general in vojaški zgodovinar, * 1813, † 1893.
1. ↑  data.bnf.fr: platforma za odprte podatke — 2011.
2. ↑  Encyclopædia Britannica
3. 1 2  Record #101144253 // Gemeinsame Normdatei — 2012—2016.
4. ↑  Archivio Storico Ricordi — 1808.